# Megalorchestia dexterae
Megalorchestia dexterae är en kräftdjursart som beskrevs av Edward Lloyd Bousfield 1982. Megalorchestia dexterae ingår i släktet Megalorchestia och familjen tångloppor. Inga underarter finns listade i Catalogue of Life.